# Große Haarfüßige Schmalfuß-Beutelmaus

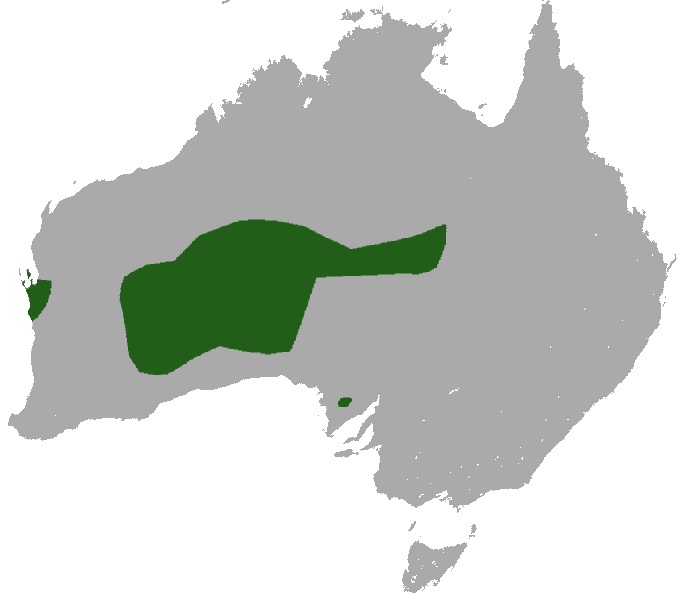
Verbreitungskarte von Sminthopsis hirtipes

Die Große Haarfüßige Schmalfuß-Beutelmaus (Sminthopsis hirtipes) ist eine Beutelsäugerart aus der Gattung der Schmalfuß-Beutelmäuse, die in Australien vorkommt.

## Beschreibung
Dieser Raubbeutler hat silbernes Haar an den Sohlen der Hinterfüße. Die Art ähnelt mit dem gelbbraunen Rückenfell und dem weißen Bauchfell ihrem Verwandten Sminthopsis ooldea. Die gesamte Körperlänge beträgt 147 bis 180 mm, davon entfallen 75 bis 95 mm auf den Schwanz. Die Ohrlänge beträgt 15 mm. Das Gewicht variiert zwischen 13 und 19 g. Der Schwanz ist dünn und blassrosa und kann am Ansatz dicker sein.

## Verbreitung und Lebensraum
Die Art besiedelt drei Regionen: das Gebiet um die Bucht von Monkey Mia in Western Australia, ein Areal im Grenzbereich von South Australia, Western Australia und Northern Territory und ein kleines Gebiet im Grenzbereich von Northern Territory und Queensland, 100 km nördlich der Grenze von South Australia.
Der Lebensraum umfasst aride und semi-aride Waldländer, Heidegebiete und Grasländer.

## Verhalten
S. hirtipes lebt in von Spinnen, Ameisen oder anderen Arten gegrabenen Höhlen. Über die Fortpflanzung ist nicht viel bekannt. Die Neugeborenen sind bis zum Oktober im Beutel und entwickeln sich bis Ende April.

## Ernährung
Die Nahrung besteht aus kleinen Reptilien und Arthropoden.

## Bedrohung
Die Art gilt als nicht bedroht. Die IUCN listet sie als  (=least concern – nicht gefährdet).